# Tour CBX
Tour CBX (zuvor Tour Dexia) ist der Name eines Hochhauses im Pariser Vorort Courbevoie in der Bürostadt La Défense. Mit dem Bau wurde 2002 begonnen. Bei seiner Fertigstellung im Jahr 2005 war der 143 m hohe Büroturm der dreizehnthöchste im Geschäftsviertel La Défense. Das Hochhaus verfügt über 32 oberirdische und 4 unterirdische Etagen mit einer Fläche von insgesamt 44.895 Quadratmetern. Entworfen wurde das Hochhaus von den Architekten Kohn Pedersen Fox, SRA Architectes, Jean Rouit und Partner. Die Baukosten werden mit etwa 100 Mio. Euro (ohne Steuern) angegeben.
Hauptmieter ist seit dem Jahr 2007 der Bankkonzern Dexia.
Der Büroturm ist mit der Métrostation Esplanade de la Défense und dem Bahnhof La Défense an den öffentlichen Nahverkehr im Großraum Paris angebunden.